# Списък на политическите партии в Перу
Перу има многопартийна система.
| Партия                                        | Места в Конгреса (2016) | Идеология        |
| --------------------------------------------- | ----------------------- | ---------------- |
| Народна сила                                  | 71                      | Консерватизъм    |
| Перуанци за промяна                           | 20                      | Консерватизъм    |
| Широк фронт за справедливост, живот и свобода | 20                      | Социализъм       |
| Алианс за напредък на Перу                    | 9                       |                  |
| Народен алианс                                | 5                       | Социалдемокрация |
| Народно действие                              | 5                       | Национализъм     |